# Acid 4-aminobenzoic
Acidul 4-aminobenzoic (de asemenea cunoscut și ca acid para-aminobenzoic sau PABA) este un compus organic cu formula chimică H2NC6H4CO2H. Este un solid alb, iar molecula sa este constituită dintr-un nucleu benzenic substituit cu o grupă carboxil și o grupă amino în poziția para.

## Obținere
Există două metode industriale principale de preparare a PABA:
- Reducerea acidului 4-nitrobenzoic
- Degradarea Hofmann a monoamidei derivate de la acidul tereftalic.